# Великий Аджалик
Великий Аджали́к (тур. Büyük Ağalık) — річка в Україні, в межах Березівського (витоки) та Одеського районів Одеської області. Впадає до Великого Аджалицького лиману (басейн Чорного моря). 

## Опис
Довжина 26 км, площа водозбірного басейну 157 км². Похил річки 2,8 м/км. Долина завширшки до 2 км, завглибшки до 50 м. Річище пересічно завширшки 2 м, влітку пересихає (у верхів'ї практично відсутнє). Споруджено кілька ставків. Використовується на сільськогосподарське водопостачання. Назва походить від турецького тур. Ağalık, тобто "те, що належить Азі".

## Розташування
Великий Аджалик бере початок на схід від с-ща Буялик. Тече на південь і (частково) південний схід. Впадає до Великого Аджалицького лиману на південь від села Іванове.